# Ostróg (Racibórz)
Ostróg (deutsch Ostrog) ist einer der elf Stadtteile der Stadt Racibórz (Ratibor) in der Woiwodschaft Schlesien in Polen.

## Geografie
Der nördliche Stadtteil Ostróg liegt am rechten Ufer der oberen Oder im Südosten der Woiwodschaft Schlesien, etwa 26 Kilometer westlich von Rybnik und rund 73 Kilometer südwestlich der Woiwodschaftshauptstadt Katowice (Kattowitz).
Die Umgebung von Ostróg ist der südöstlichste Teil des Schlesischen Tieflands. Im Westen liegt das Oppagebirge, im Norden das Oberschlesische Hochland und im Süden die Mährische Pforte.

## Geschichte

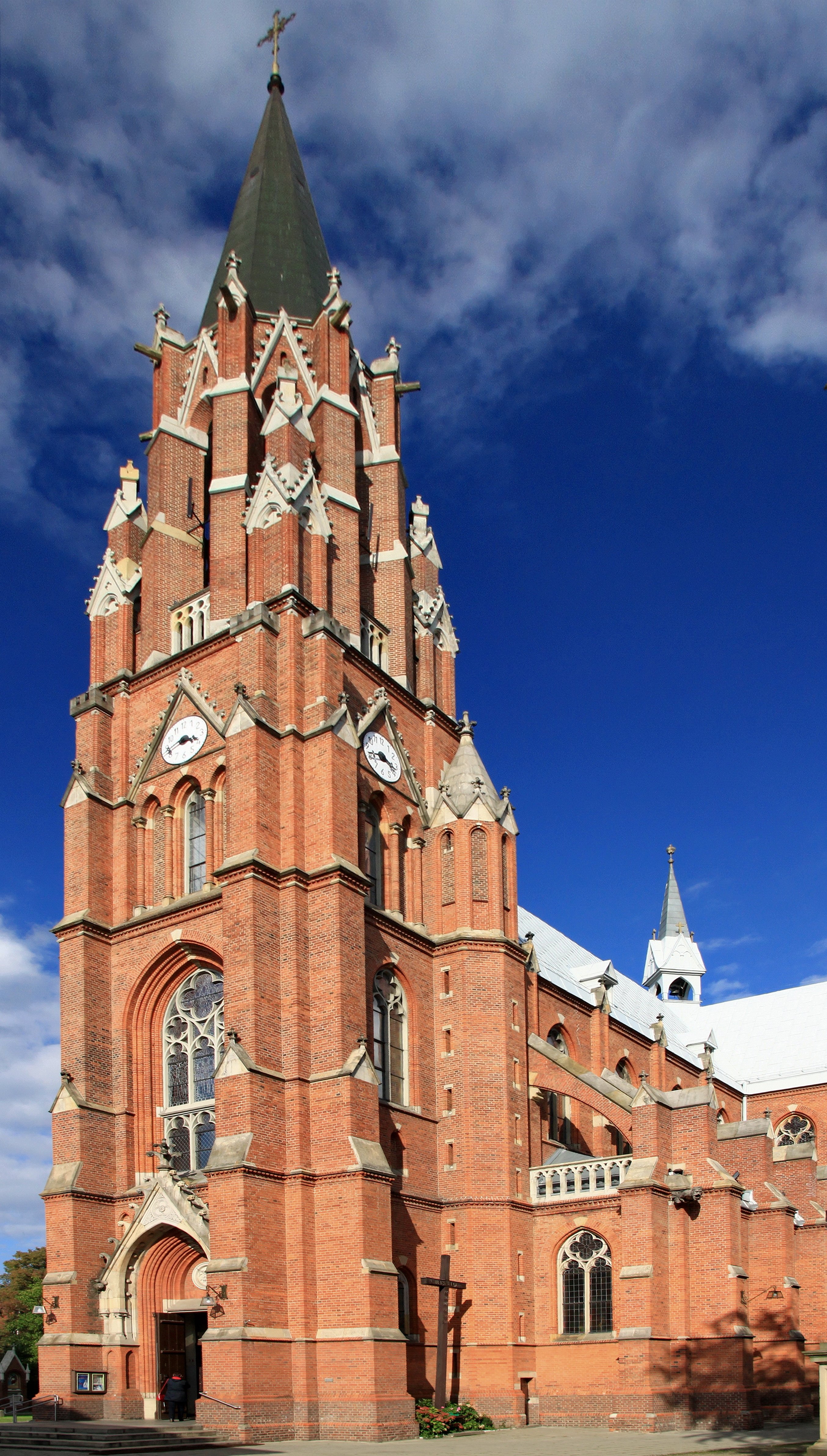
Pfarrkirche „Johannes der Täufer“

Die später als Ostrog bezeichnete Siedlung entstand auf festem Grund am Ostufer der Oder noch vor der Gründung der Stadt Ratibor. Die Siedlung diente als Vorburg (Ostrog) einer bereits 1108 belegten Wallburg und war von Dienstleuten bewohnt. Die zum Schutz des Handelsweges von der Mährischen Pforte nach Krakau errichtete Wallburg war Mittelpunkt einer 1155 belegten Kastellanei. Für das Jahr 1307 ist eine Holzkirche belegt, die später durch die Ratiborer Herzöge mehrmals erneuert wurde. Die Bewohner von Ostrog wurden seelsorglich durch das Kollegiatstift betreut, auch nach dessen Verlegung 1416 von der Burgkapelle in die Ratiborer Pfarrkirche Mariä Himmelfahrt.
Die Siedlung gehörte ab 1173 zum neu geschaffenen Herzogtum Ratibor, das 1327 von Herzog Lestko als ein Lehen der Krone Böhmen unterstellt wurde, die ab 1526 die Habsburger innehatten. 1532 fiel das Herzogtum Ratibor, mit dem Ostrog weiterhin die Geschichte seiner politischen und kirchlichen Zugehörigkeit teilte, als erledigtes Lehen an die Krone Böhmen zurück. Für dieses Jahr ist der Siedlungsname „Ostrog“ erstmals belegt; damals waren dort 69 Einwohner ansässig.
Nach dem Ersten Schlesischen Krieg fiel Ostrog mit dem größten Teil Schlesiens an Preußen. 1810 erhielt die Siedlung Ostrog den Status eines Dorfes. Durch die preußischen Verwaltungsreformen gehörte es ab 1815 zur Provinz Schlesien im Regierungsbezirk Oppeln. 1816 wurde es dem neu gebildeten Landkreis Ratibor zugewiesen, und 1817 erhielt es eine eigene Pfarrei. Im Jahr 1873 war Ostrog mit einer Fläche von 853 Morgen im Besitz des Herzogs Victor I. von Ratibor. 1874 wurde die Landgemeinde Ostrog in den Amtsbezirk Bosatz eingegliedert, der im Jahre 1900 mit dem Amtsbezirk Altendorf zum „Amtsbezirk Schloß Ratibor“ zusammengelegt wurde. Einen wirtschaftlichen Aufschwung erlebte Ostrog mit der Erschließung der großen Lehmlager. Dadurch stieg die Einwohnerzahl auf 3376 im Jahre 1895. Die hölzerne Oderbrücke, genannt „Schlossbrücke“, wurde in den Jahren 1913/14 durch eine Brücke aus Eisenbeton ersetzt.
Zum 1. Januar 1927 wurde Ostrog zusammen mit dem Schloss Ratibor als „Ratibor-Nord“ in die Stadtgemeinde Ratibor eingemeindet, die im selben Jahr zum Stadtkreis Ratibor aufstieg. Vor Kriegsende war in Ostrog die Zigarrenfabrik Reiners.
Als Folge des Zweiten Weltkriegs fiel Ratibor 1945 zusammen mit dem größten Teil Schlesiens an Polen. Bereits Ende März 1945 wurde es von der Roten Armee eingenommen und der sowjetischen Kommandantur unterstellt. Der Stadtteil Ostrog wurde in „Ostróg“ umbenannt.

## Sehenswürdigkeiten

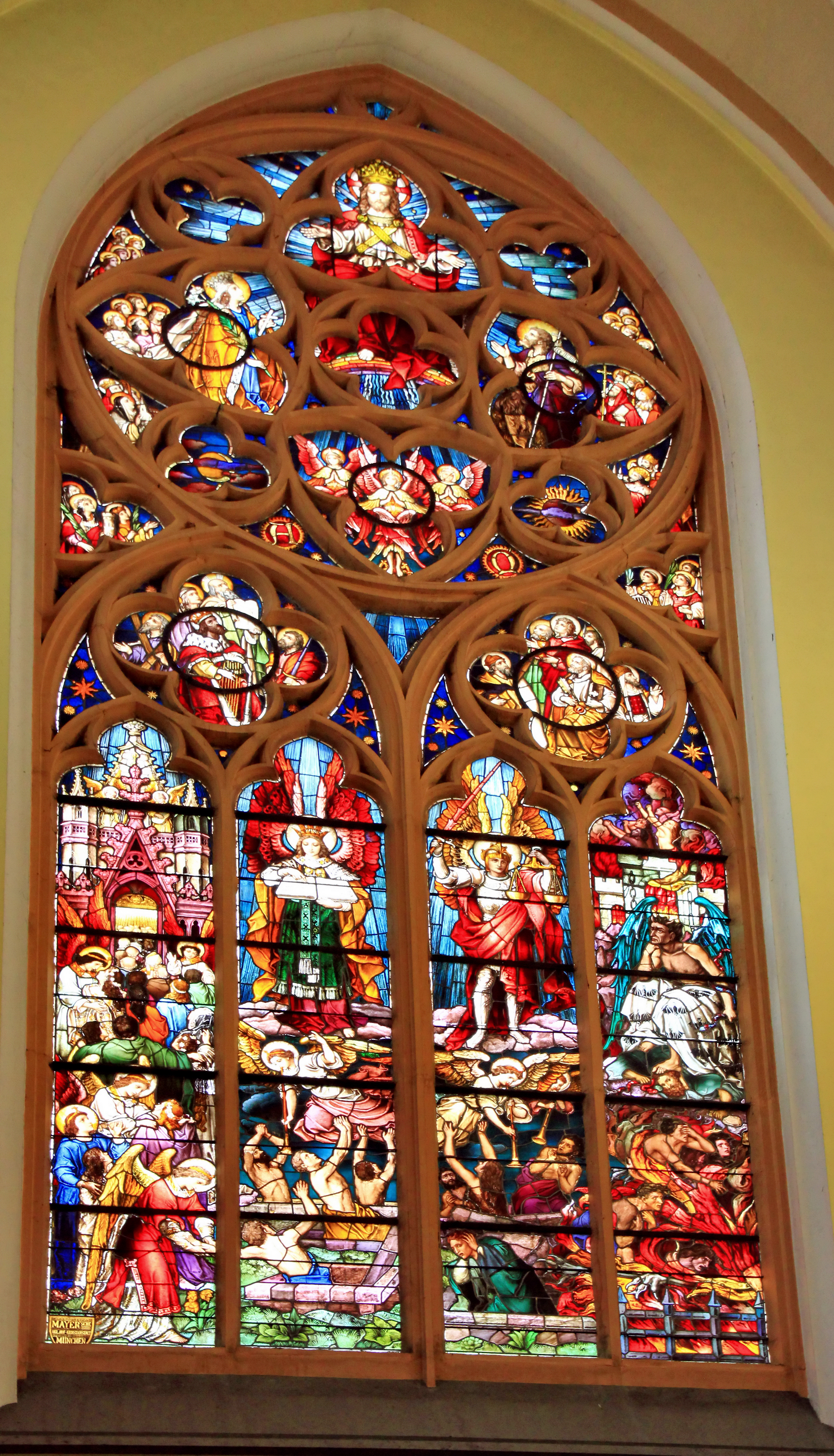
Glasfenster „Jüngstes Gericht“

- Die katholische Pfarrkirche St. Johannes der Täufer (Kościół par. Św. Jana Chrzciciela) wurde 1855–56 nach einem Entwurf des Kölner Architekten Vincenz Statz im Stil der Neugotik errichtet. Das Altargemälde „Taufe Christi“ schuf 1870 der Hultschiner Maler Johannes Bochenek. Das Glasfenster „Jüngstes Gericht“ wurde in der Münchner Mayer’schen Hofkunstanstalt geschaffen.
- Herzogliche Burg
- Die dem hl. Thomas von Canterbury geweihte Burgkapelle wurde gegen Ende des 13. Jahrhunderts zusammen mit einem Kollegiatstift vom Breslauer Bischof Thomas II. gestiftet.
- Die spätbarocke Statue des böhmischen Landesheiligen Johannes Nepomuk wurde um 1733 vom Bildhauer Johann Melchior Oesterreich als Stiftung des Grafen Karl Heinrich von Sobeck errichtet.

## Persönlichkeiten
- Johannes Boese (1856–1917), Bildhauer und Professor
- Oskar Hellmann (1869–1944), Verleger und Autor